# Liste der Naturdenkmale in Ehningen
| Naturdenkmale | Anzahl |
| ------------- | ------ |
| FND           | 10     |
| END           | 11     |
| Gesamt        | 21     |

Die Liste der Naturdenkmale in Ehningen nennt die verordneten Naturdenkmale (ND) der im baden-württembergischen Landkreis Böblingen liegenden Gemeinde Ehningen. In Ehningen gibt es insgesamt 21 als Naturdenkmal geschützte Objekte, davon 10 flächenhafte Naturdenkmale (FND) und 11 Einzelgebilde-Naturdenkmale (END).
Stand: 31. Oktober 2016.

## Flächenhafte Naturdenkmale (FND)
| Name                                             | Bild | Kennung     | Einzelheiten | Position | Fläche Hektar | Datum         |
| ------------------------------------------------ | ---- | ----------- | ------------ | -------- | ------------- | ------------- |
| Feuchtbiotop Birkensee                           |      | 81150130019 | Ehningen     | ⊙        | 0,3           | 24. Aug. 1992 |
| Feuchtbiotop Ketterlenshalde - Sumpfwiesenbuckel | BW   | 81150130020 | Ehningen     | ⊙        | 2,7           | 24. Aug. 1992 |
| Feuchtbiotop Maurener See mit Eiche              |      | 81150130001 | Ehningen     | ⊙        | 1,4           | 24. Aug. 1992 |
| Feuchtbiotop Tiergärtle                          | BW   | 81150130013 | Ehningen     | ⊙        | 0,5           | 24. Aug. 1992 |
| Feuchtbiotop Untere Waldwiese                    | BW   | 81150130012 | Ehningen     | ⊙        | 0,1           | 24. Aug. 1992 |
| Kastanienallee am Bahnhof Ehningen               | BW   | 81150130016 | Ehningen     | ⊙        | 1,5           | 24. Aug. 1992 |
| Lindenallee an der Aidlinger Straße              | BW   | 81150130017 | Ehningen     | ⊙        | 5,5           | 24. Aug. 1992 |
| Lindenallee Maurener Schloßgarten                |      | 81150130014 | Ehningen     | ???      | 0,0           | 24. Aug. 1992 |
| Pflanzenstandort Halde                           | BW   | 81150130021 | Ehningen     | ⊙        | 1,2           | 24. Aug. 1992 |
| Vogelschutzgehölz Roggenletten                   | BW   | 81150130018 | Ehningen     | ⊙        | 0,2           | 24. Aug. 1992 |
| Legende für Naturdenkmal                         |      |             |              |          |               |               |

## Einzelgebilde (END)
| Name                           | Bild | Kennung     | Einzelheiten | Position | Fläche Hektar | Datum         |
| ------------------------------ | ---- | ----------- | ------------ | -------- | ------------- | ------------- |
| Eiche am Mühlbach (Zwiesel)    |      | 81150130005 | Ehningen     | ???      | 0,0           | 24. Aug. 1992 |
| Eiche I am Mühltal             | BW   | 81150130002 | Ehningen     | ⊙        | 0,0           | 24. Aug. 1992 |
| Eiche I am Viehwald            |      | 81150130010 | Ehningen     | ???      | 0,0           | 24. Aug. 1992 |
| Eiche II am Mühltal            | BW   | 81150130003 | Ehningen     | ⊙        | 0,0           | 24. Aug. 1992 |
| Eiche II am Viehwald           | BW   | 81150130011 | Ehningen     | ⊙        | 0,0           | 24. Aug. 1992 |
| Eiche Tabackäcker              | BW   | 81150130004 | Ehningen     | ⊙        | 0,0           | 24. Aug. 1992 |
| Fichte im Stelzenhau           | BW   | 81150130015 | Ehningen     | ⊙        | 0,0           | 24. Aug. 1992 |
| Linde Mühltal                  |      | 81150130009 | Ehningen     | ???      | 0,0           | 24. Aug. 1992 |
| Silberpappel am Viehwald       | BW   | 81150130007 | Ehningen     | ⊙        | 0,0           | 24. Aug. 1992 |
| Weide - Maurener Tal (Zwiesel) | BW   | 81150130006 | Ehningen     | ⊙        | 0,0           | 24. Aug. 1992 |
| 2 Silberpappeln Mühltal        | BW   | 81150130008 | Ehningen     | ⊙        | 0,0           | 24. Aug. 1992 |
| Legende für Naturdenkmal       |      |             |              |          |               |               |